# Hermann Hoepke (Mediziner)
Hermann Hoepke (* 13. Mai 1889 in Eberswalde; † 22. Dezember 1993 in Heidelberg) war ein deutscher Anatom und Professor an der Universität Heidelberg.

## Leben
Hermann Hoepke, Sohn eines Justizrats, besuchte von 1900 bis 1909 das Gymnasium in Cottbus und Berlin, wo er am Friedrich-Werderschen Gymnasium das Abitur bestand. Ab 1909 studierte er Medizin an den Universitäten Freiburg im Breisgau, Kiel, Marburg und München und schloss 1914 mit dem Staatsexamen ab. Im Ersten Weltkrieg war er von 1914 bis 1918 Truppenarzt in einem Feldartillerieregiment an der Westfront. 1918 promovierte er bei Paul Grawitz an der Universität Greifswald. Von 1919 bis 1921 war er Assistent am Anatomischen Institut der Universität Breslau. 1921 wurde er planmäßiger Assistent und erster Prosektor  am Anatomischen Institut der Universität Heidelberg, wo er 1923 habilitiert und 1927 zum außerordentlichen Professor ernannt wurde. 1939 wurde sein Vertrag von den Nationalsozialisten nicht verlängert, da seine Frau als „Mischling ersten Grades“ eingestuft wurde. Er war deshalb bis 1945 als dienstverpflichteter praktischer Arzt in Heidelberg tätig. 1945 wurde er zum ordentlichen Professor der Anatomie und Direktor des Anatomischen Instituts der Universität Heidelberg berufen. 1946 wurde er auf Befehl der amerikanischen Besatzungsmacht entlassen. Im Oktober 1947 konnte er in sein Amt zurückkehren, das er bis zu seiner Emeritierung 1957 innehatte. Danach vertrat er bis 1961 den Lehrstuhl weiterhin.
Hoepke war von 1951 bis 1968 als Parteiloser Mitglied des Heidelberger Stadtrats, wo er als Hospitant der CDU-Fraktion angehörte. 
Er war Mitglied der Verbindung Rupertia Heidelberg.
Hermann Hoepke war verheiratet mit Gertrud, geb. Proske und hatte zwei Kinder.

## Werk
Der Schwerpunkt der Arbeiten von Hoepke lag auf dem Gebiet des menschlichen Bewegungsapparates sowie der Neuroanatomie. Sein wissenschaftliches Interesse in der Anatomie galt besonders den funktionellen Zusammenhängen.

## Auszeichnungen
- 1959: Großes Verdienstkreuz des Verdienstordens
- 1969: Bürgermedaille Für Verdienste um Heidelberg (erster Träger der Medaille)
- 1976: Paracelsus-Medaille[4]

## Schriften (Auswahl)
- Ueber Hydrocephalie, Meningocele und Aplasie des Gehirnmantels (2 Fälle). Greifswald 1918 (Dissertation, Universität Greifswald, 1918).
- Histologische Technik der Haut (= Handbuch der Haut- und Geschlechtskrankheiten. Bd. 1, Tl. 2). Springer, Berlin 1930.
- Das Muskelspiel des Menschen. Fischer, Jena 1936; 5. Auflage: Fischer, Stuttgart 1961; 6. Auflage (mit Max Kantner) 1971; 7. Auflage (mit Albert Landsberger) 1979.
- Heidelberg. Neuer Blick in alte Gassen. Wunderhorn, Heidelberg 1947.
- Leitfaden der Histologie des Menschen. Springer, Berlin u. a. 1950, doi:10.1007/978-3-642-87353-9.
- Zentrales und vegetatives Nervensystem: Ein Leitfaden. Fischer, Stuttgart 1959.
- Der Briefwechsel zwischen Jakob Henle und Karl Pfeufer 1843–1869. Hrsg. u. bearb. v. Hermann Hoepke. Steiner, Wiesbaden 1970.
- Alt-Heidelberg: Das unvergleichliche Bild einer mittelalterlichen Stadt. Portland-Zementwerke, Heidelberg 1971; 3., neubearbeitete Auflage: Alt-Heidelberg: Das Bild einer unvergleichlichen Stadt. WDV, Heidelberg 1980.
- Homers Odyssee. Neu gefasst von Hermann Hoepke mit 15 Linolschnitten von Hella Ackermann. Witzstrock, Baden-Baden 1975.
- Homers Ilias. Neu gefasst von Hermann Hoepke mit 13 Linolschnitten von Hella Ackermann. Witzstrock, Baden-Baden 1977.